# Jan Mittelstaedt
Jan Józef Mittelstaedt herbu Hornklow, także Mittelsztedt (ur. 8 marca 1819 w Kołudzie Wielkiej, zm. 3 maja 1890 w Łodzi) – polski ziemianin, powstaniec wielkopolski (1848) i ekonomista.

## Życiorys
Ukończył naukę w Gimnazjum św. Marii Magdaleny w Poznaniu, studia na uniwersytecie w Berlinie oraz rolnictwo w Greifswaldzie i w Grignon. Następnie szkolił się w gospodarstwach rolnych w Niemczech, Anglii i Francji. Po powrocie do Polski osiadł w majątkach Dąbrówka i Sielec w powiecie inowrocławskim. Przed 1848 związał się z organizacją spiskową, a po wybuchu powstania wielkopolskiego zorganizował oddział, z którym dokonywał napadów odwetowych na pruskie dwory ziemiańskie. Uczestniczył wraz z nim w bitwie pod Miłosławiem. Po upadku powstania wyemigrował do Szwajcarii, a następnie do Paryża, gdzie uczęszczał na wykłady w Collège de France. Po otrzymaniu amnestii, powrócił do kraju, gdzie związał się z grupą związaną z Towarzystwem Demokratycznym Polskim o zabarwieniu chrześcijańsko-socjalistycznym, której organem był „Krzyż i Miecz”. Po 1848 zainteresował się ekonomią. Jego działalność publicystyczna zwróciła uwagę władz pruskich, które powierzyły mu zaprowadzenie płodozmianów w dobrach rządowych, a następnie zaproponowały stanowisko w ministerstwie rolnictwa. W latach 1858–1960 był korespondentem Towarzystwa Rolniczego z powiatu włocławskiego.

### Poglądy
Jego poglądy ewoluowały w kierunku skrajnie prawicowym i konserwatywnym. Ponadto uważał, iż wielka własność ziemska wraz z pańszczyzną jest ustrojem społecznym najbardziej odpowiednim narodowemu charakterowi. Był sceptyczny wobec idei oczynszowania. Był przeciwnikiem powstania styczniowego oraz zwolennikiem panslawizmu. Według niego podstawą społeczeństwa miały być: religia, Słowiańszczyzna oraz folwark szlachecki.

### Życie prywatne
Syn właściciela Kołudy, Jana Mittelstaedta i Weroniki z domu Golcz. Brat posła na sejm, Juliana Seweryna Mittelstaedta (ur. 1811), mąż nieznanej z imienia Steinbornówną, z którą miał troje dzieci: Bolesława i Jana, właściciela majątku Osiki oraz córkę Józefę. Zmarł w Łodzi, gdzie przybył z wizytą do rodziny.
Został pochowany na cmentarzu rzymskokatolickim parafii Wniebowzięcia Najświętszej Maryi Panny przy ul. Ogrodowej w Łodzi.

## Publikacje
- Mittelstaedt J., Uwagi nad gospodarstwem wiejskim…, Poznań 1851,
- Mittelstaedt J., 70 miliardów rubli dla Rosji, Warszawa 1874.
- Mittelstaedt J., Rozmyślania nad nowym systemem ekonomii politycznej, Warszawa 1890.
- Mittelstaedt J., Zarysy ekonomii politycznej zgodne z religią chrześcijańską zastosowane do gospodarstwa wiejskiego, Warszawa 1859.